# Kasteel Haut-Kœnigsbourg
De Haut-Koenigsbourg of het Kasteel Haut-Koenigsbourg (Frans: Château du Haut-Koenigsbourg) ligt bij Orschwiller in de Elzas ongeveer tien kilometer ten westen van Sélestat. De burcht is gesitueerd op een rotskam (Stophanberch) van de oostelijke Vogezen op een hoogte van 755 m boven zeeniveau. Het kasteel is 270 meter lang en 70 meter breed. Vanuit het kasteel wordt op het Rijndal gekeken. Het huidige kasteel is het resultaat van een grondige renovatie aan het begin van de 20e eeuw waarin de bestaande kasteelruïne werd gebracht tot de staat van de 15e eeuw.

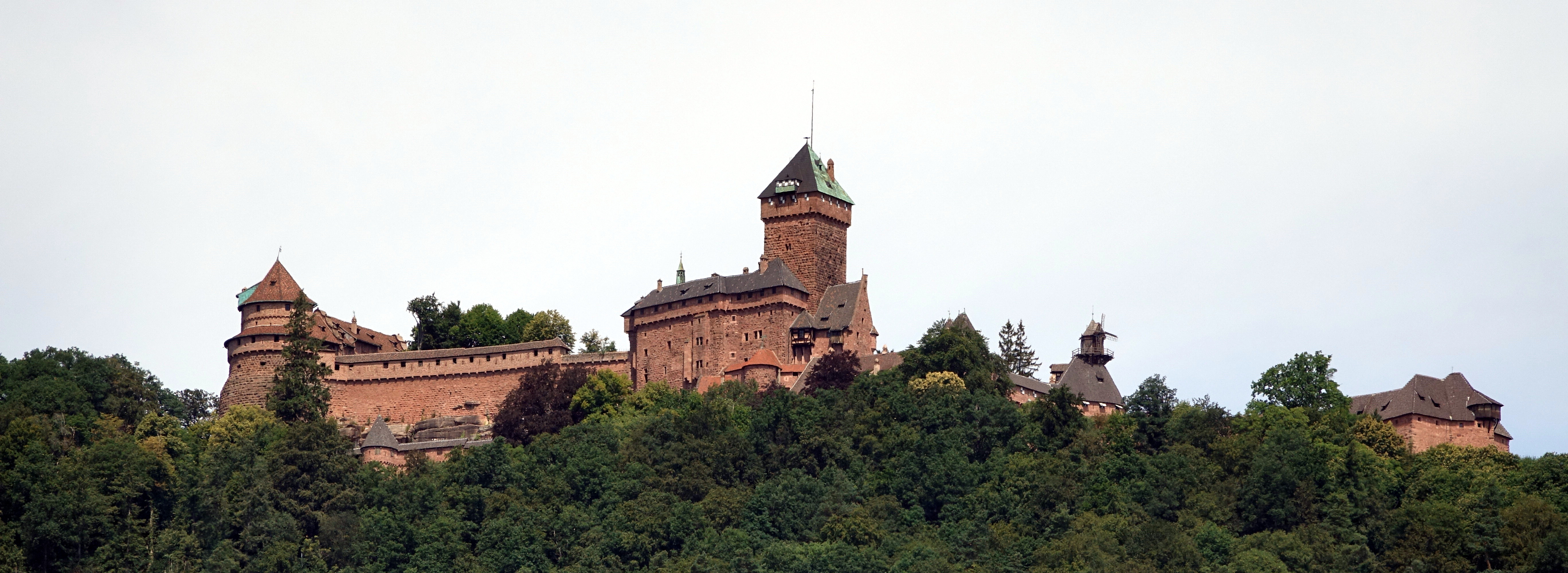
Kasteel Haut-Kœnigsbourg

## Geschiedenis

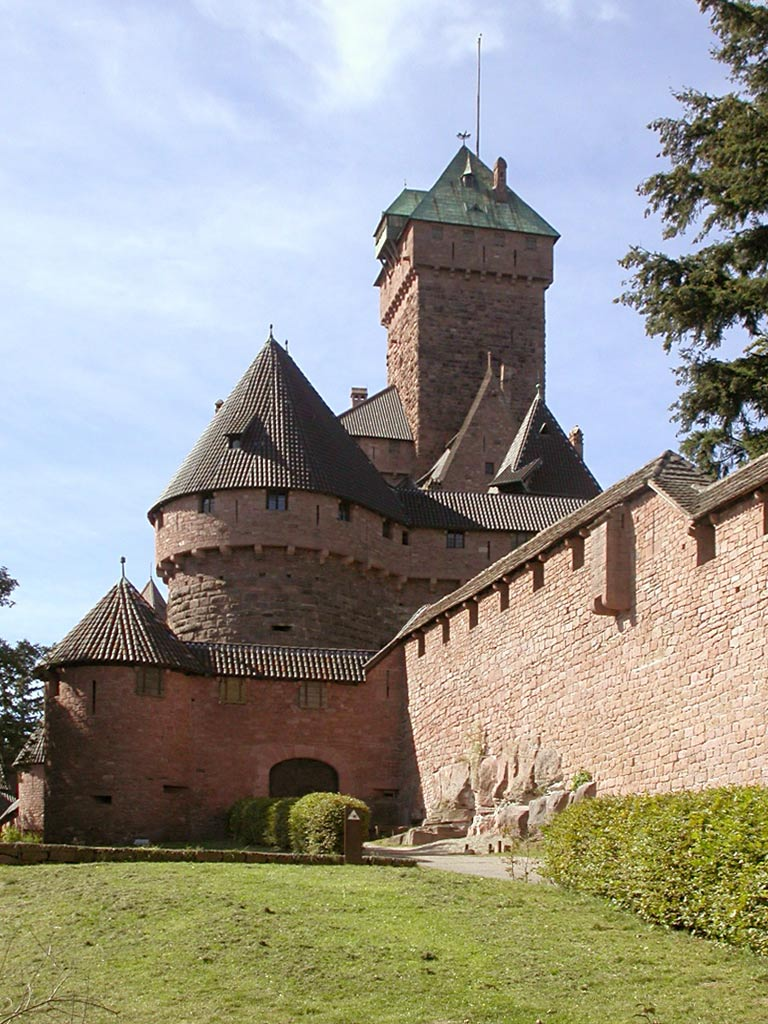
Kasteel Haut-Koenigsbourg met de 62 meter hoge donjon

In de middeleeuwen vormde de Hohkönigsburg het middelpunt van de heerlijkheid Koenigsbourg, waartoe ook het dorp Orschweiler behoorde. Tot 1648 maakte de heerlijkheid deel uit van Voor-Oostenrijk.
De burcht werd voor het eerst genoemd in de 12e eeuw. Het strategische belang werd onderkend door de hertog van Zwaben, Frederik van Hohenstaufen. De burcht werd rond 1147 als Schloss Staufen of ook wel Castrum Estufin door de hertogen van Lotharingen gebouwd. De bezitters van de burcht beheersten door de strategische positie de dorpen en de handelswegen in dit deel van de Rijnvallei. De plaats van het kasteel is op een kruising van de handelswegen voor graan en wijn (noord-zuid) en zilver en zout (west-oost). Vanaf 1192 werd de naam Königsburg gebruikt. In 1359 verkocht het geslacht Hohenstaufen het kasteel aan het prinsbisdom Straatsburg. In 1454 veroverde keurvorst Frederik I van de Palts als landvoogd van de Elzas de burcht. In 1479 werd het kasteel en de heerlijkheid door keizer Frederik III als Oostenrijks leen uitgegeven aan de Zwitserse graaf Oswald von Thierstein en zijn broer Wilhelm. Na het uitsterven van het geslacht Thierstein in 1517 viel het leen terug aan Oostenrijk.
Op 29 januari 1533 werd de heerlijkheid verpand aan Schweighard Jan en Frans Koenraad van Sickingen. Het pand kwam vervolgens in 1605 aan de baronnen van Bollwiller en vervolgens in 1617 aan de familie Fugger.
Gedurende de Dertigjarige Oorlog werd de burcht 52 dagen door de Zweden belegerd en ten slotte op 7 september 1633 veroverd en in brand gezet. Door de Vrede van Münster van 1648 ging de heerlijkheid voor het Heilige Roomse Rijk en Voor-Oostenrijk verloren en werd het een deel van Frankrijk. Tussen 1648 en 1865 had de ruïne meerdere eigenaren totdat ze uiteindelijk in het bezit van de Franse staat kwam. In 1862 werd het kasteel door de Franse staat beschermd als monument historique.
Na de Frans-Duitse Oorlog werd Elzas-Lotharingen in 1871 deel van het Duitse Keizerrijk en schonk de stad Schlettstadt (Sélestat) op 4 mei 1899 de burcht aan de Duitse keizer, Wilhelm II. De keizer zag in de burcht het symbool van het Germaanse verleden van de Elzas en wilde er een symbool van het herrezen Duitse rijk van maken. Ook de moderne bouwwerf met een elektriciteitscentrale, een pompstation, een spoorlijn en twee kranen diende om de technologische macht van Duitsland te tonen. Het was de bedoeling om in het kasteel een museum voor de middeleeuwen te vestigen. De keizer liet door de Berlijnse architect Bodo Ebhardt het kasteel reconstrueren (1900-1908). Na de Eerste Wereldoorlog, met de Vrede van Versailles (1919), kwam het kasteel weer in handen van de Franse staat.

## Restauratie

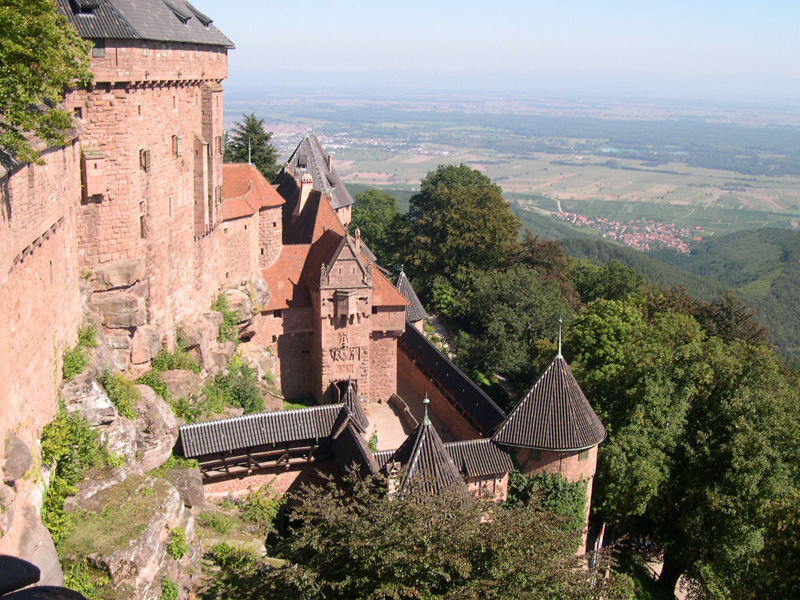
De hoofdingang en het uitzicht op het dal

Het ging om een totale verbouwing van het kasteel dat al sinds de 17e eeuw een ruïne was. Ebhardt was een liefhebber van de middeleeuwen en van vestingwerken en probeerde de restauratie op systematische en wetenschappelijke wijze te voeren. Hij ging uit van de grondige analyse van de ruïnes die de werken voorafging. Hierbij werden veel foto's genomen. Veel muren stonden nog overeind tot de mezekouwen en ook verschillende gewelven waren nog intact. Aan de hand van draagstenen kon ook uitgemaakt worden waar draagbalken waren geplaatst. Verder bestudeerde Ebhardt de geschreven bronnen en de bouwresten die op de site werden gevonden. Ten slotte werd voor de verdwenen delen gekeken naar gelijkaardige kastelen uit de 15e en 16e eeuw in het zuiden van de Elzas en Zwitserland.
De restauratie onder leiding van Bodo Ebhardt leidde tot controverse. De voornaamste kritiek betrof de keuze om de donjon weer op te bouwen tot een 62 meter hoge toren. In het laatste kwart van de 15e eeuw, toen het kasteel werd aangepast om te kunnen weerstaan aan de sterkere artillerie van die tijd, was de donjon over een hoogte van tien tot twaalf meter afgebroken. Ook de keuze voor een groot aantal overdekte omlopen, de helling van de daken, het algemene gebruik van dakpannen en de reconstructie van de molen (als windmolen in plaats van een molen aangedreven door menselijke kracht) leidden tot kritiek.
Bovendien waren er de bemoeienissen van keizer Wilhelm II. Hij toonde een grote belangstelling voor de bouwwerf en bezocht die jaarlijks. Op zijn vraag werd bij de restauratie van de feestzaal een verdieping weggelaten om zo te kunnen beschikken over een meer indrukwekkende zaal. De oorspronkelijke hoogte van de zaal is nog te zien aan een tribune.

## Toerisme
Anno 2021 geldt het kasteel als een van de best bewaarde burchten en is het enige in de Elzas gelegene Franse Monument national. Het indrukwekkende bastion, de donjon en de Logis Seigneurial en het vergezicht in het Rijndal en de blik op nabije ruïnes van andere burchten (zoals Ortenbourg) hebben het kasteel tot een geliefde toeristische attractie gemaakt. Elk jaar bezoeken ongeveer een half miljoen bezoekers het kasteel.